# Ferdinand Joachimsthal
Ferdinand Joachimsthal (ur. 9 marca 1818 w Goldberg, zm. 5 kwietnia 1861 we Wrocławiu) – niemiecki matematyk.

## Życiorys
Studiował na Uniwersytecie Fryderyka Wilhelma w Berlinie, studia ukończył w 1842 roku. Następnie był nauczycielem w berlińskiej Realschule, a od 1846 wykładał jako privatdozent na uczelni. W 1856 otrzymał katedrę matematyki na Uniwersytecie w Halle, w 1858 roku na Uniwersytecie we Wrocławiu. 
Publikował w "Journal für die reine und angewandte Mathematik" Crellego (1846, 1850, 1854, 1861) i "Nouvelles Annales des Mathématiques" Torquema. Znany jest z równania Joachimstahla i wzoru Joachimstahla, obydwu odnoszących się do krzywych stożkowych.

## Wybrane prace
- Elemente der analytischen Geometrie der Ebene: Mit 8 Figurentafeln. Gg. Reimer, 1863 Google Books